# Тандов
Тандов (рос. Тандов) — аул у Барабінському районі Новосибірської області Російської Федерації.
Входить до складу муніципального утворення Новоспаська сільрада. Населення становить 122 особи (2010).

## Історія
Згідно із законом від 2 червня 2004 року органом місцевого самоврядування є Новоспаська сільрада.

## Населення
| 1926 | 2002 | 2007 | 2010 |
| ---- | ---- | ---- | ---- |
| 202  | ↘159 | ↗160 | ↘122 |